# 近藤洋史
近藤 洋史（こんどう ひろし、1986年9月23日 - ）は、日本の元プロレスラー。

## 経歴
- 2014年6月18日、プロレスリングHEAT-UP新百合ヶ丘トウェンティワンホール大会における対佐野巧真戦でデビュー。
- 2015年1月12日、リングネームを近藤"ド根性"洋史に改名。
- 2018年10月31日、メニエール病の悪化により、HEAT-UPとどろきアリーナ大会における対新井健一郎&ヒデ久保田組戦（パートナーは風戸大智）を最後に引退[1]。

## 得意技
ピョン吉スプラッシュ
場外ホームラン
ド根性デスロック
ド根性ホームラン
ダブルチョップと同型。助走しながら合掌させた両腕を振り抜いて相手の胸板にチョップを叩き込む。
スピアー

## 入場曲
- 「哀愁交差点」（ジャパハリネット）

## タイトル歴
- パワフルタッグトーナメント優勝

## テレビ出演
- 生きるを伝える（テレビ東京）（2018年5月12日）